# Crawfordsville (Indiana)
Crawfordsville è una città degli Stati Uniti d'America, capoluogo della contea di Montgomery, nello Stato dell'Indiana.

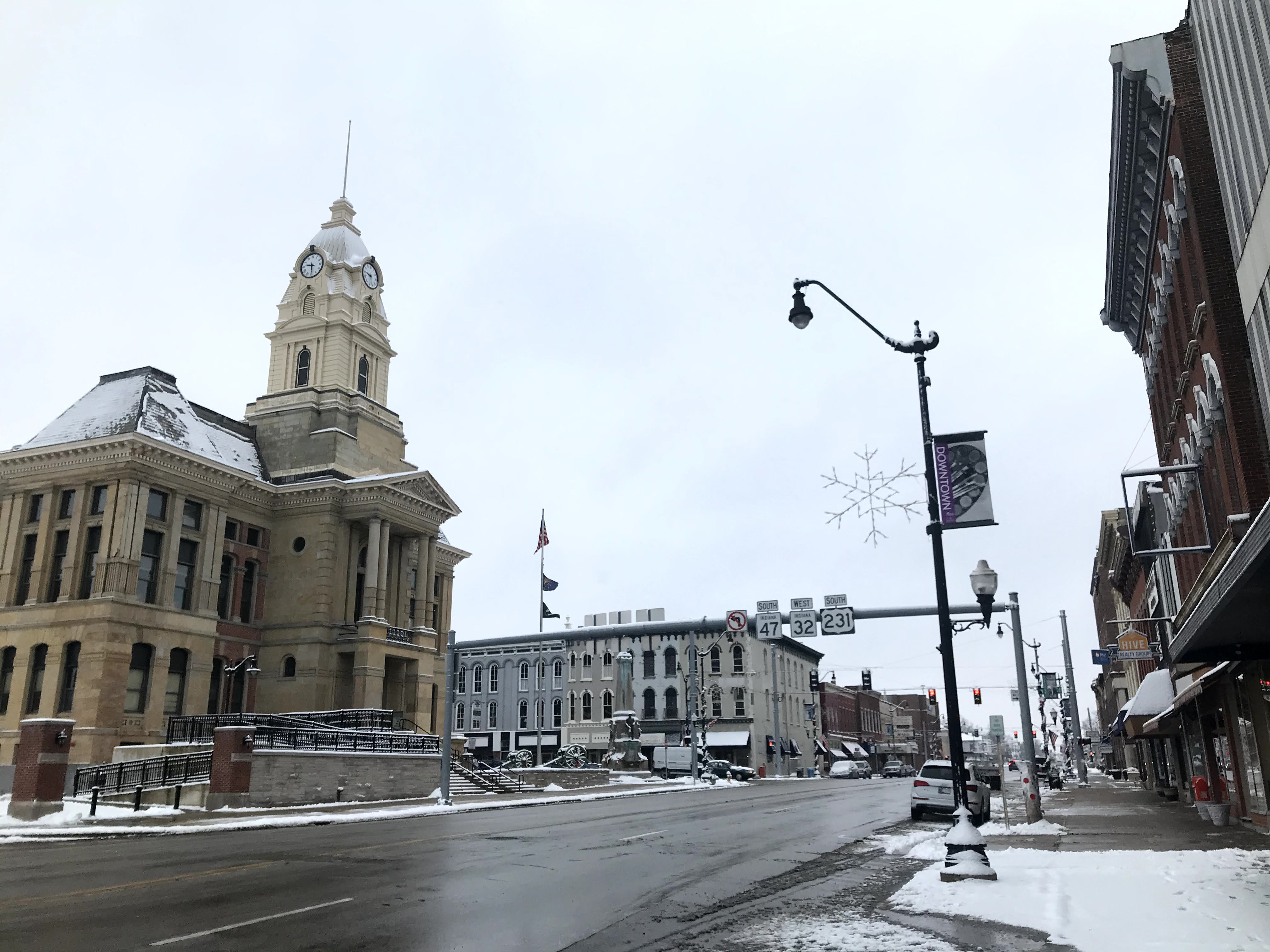
Downtown Crawfordsville da sud sulla U.S. route 231.

## Storia

### Origini
Nel 1813 Williamson Dunn, Henry Ristine ed Ambrose Whitlock formavano una squadra di ranger mandati in perlustrazione per controllare l'avanzata dei nativi durante la guerra anglo-americana. Essi si resero conto che il sito dell'odierna Crawfordsville sarebbe stato ideale per un insediamento, circondato da boschi caducifogli e terre potenzialmente coltivabili, con acqua fornita dal torrente che verrà poi chiamato Sugar Creek, un affluente meridionale del fiume Wabash. Tornarono una decina d'anni dopo e trovarono solo una baracca a quattro miglia a sud ovest della futura Crawfordsville, vicino ad un ruscello più tardi conosciuto come Offield Creek, costruita nel 1821 da William Offield, un colono originario della contea di Sullivan (Tennessee).
Il maggiore Ambrose Whitlock, originario della Virginia, che fu in servizio sotto il generale Anthony Wayne durante la Guerra indiana del Nord-Ovest, fondò il nuovo insediamento nel marzo del 1823. Crawfordsville fu così chiamata in onore di William Harris Crawford, anche lui come Whitlock nativo della Virginia, che fu Segretario al tesoro sotto le presidenze di Madison e di Monroe.
Secondo un diario di Sanford C. Cox, che nel 1824 fu uno dei primi docenti della zona, "Crawfordsville è l'unica città tra Terre Haute e Fort Wayne… Il Mag. Ristine tiene una taverna in una casa di tronchi a due piani e Jonathan Powers ha una piccola drogheria. Ci sono due negozi, Smith's vicino all'ufficio del terreno e Issac C. Elston's, vicino alla taverna… David Vance è lo sceriffo."
Fu incorporata come cittadina nel 1834, dopo un tentativo fallito 3 anni prima.
Nel novembre 1832 fu fondato il Wabash College come "The Wabash Teachers Seminary and Manual Labor College". Il 18 dicembre 1833 il Crawfordsville Record riportò un annuncio a pagamento dell'apertura di questa scuola. La scuola è uno dei soli tre college di arti liberali esclusivamente maschili rimasti nel paese e ha un corpo studentesco di circa 900 studenti.
Nel 1842 Horace Hovey, di 9 anni, scoprì Pentacrinites o Crinoidea straordinariamente ben conservati lungo le rive dello Sugar Creek, che attirò ricercatori ed appassionati di fossili nell'area.
Crawfordsville crebbe in dimensioni e servizi, aggiungendo servizi come una banca ed un dipartimento dei vigili del fuoco. Ha guadagnato lo status di città nel 1865, quando lo stato dell'Indiana ha concesso i suoi statuti.

### Sviluppo
Nel 1862 Joseph F. Tuttle, a cui fu intitolata la Tuttle Grade School nel 1906 e la Tuttle Junior High School (ora Crawfordsville Middle School) nel 1960, divenne presidente del Wabash College, mantenendo la carica per 30 anni. "Era un predicatore eloquente, un buon amministratore ed un astuto gestore di pubbliche relazioni". Tuttle, insieme ai suoi amministratori, ha lavorato per migliorare le relazioni a Crawfordsville tra "Town and Gown".
Diversi generali della guerra civile hanno vissuto a Crawfordsville in tempi diversi. I generali Lew Wallace e Mahlon D. Manson (1820–1895) hanno trascorso la maggior parte della loro vita in città. I generali Edward Canby e John P. Hawkins (1830–1914) trascorsero parte della loro giovinezza a Crawfordsville. Il generale Henry B. Carrington visse in città dopo la guerra ed insegnò scienze militari al Wabash College. Diversi altri futuri generali erano studenti a Wabash prima della guerra, tra cui Joseph J. Reynolds (1822–1899), John C. Black (1839–1915), Speed S. Fry (1817–1892), Charles Cruft (1826–1883) e William H. Morgan.
Nel 1880 l'eminente cittadino locale Lew Wallace produsse l'opera letteraria più famosa di Crawfordsville, Ben-Hur, un romanzo storico che tratta degli inizi del cristianesimo nel mondo mediterraneo. Oltre a Wallace Crawfordsville è stata all'altezza del suo soprannome "L'Atene dell'Indiana", essendo la città natale di numerosi autori, tra cui Maurice Thompson (1844–1901), Mary Hannah Krout (1851–1927), Caroline Virginia Krout (1852–1931), Susan Wallace (1830–1907), Will H. Thompson e Meredith Nicholson (1866–1947).
Gli Hoosiers (abitanti dell'Indiana) hanno creduto a lungo che la prima partita di basket in Indiana sia avvenuta il 16 marzo 1894 al Crawfordsville YMCA tra le squadre di Crawfordsville e Lafayette. Recenti ricerche, tuttavia, mostrano in modo conclusivo che mentre Crawfordsville è stata tra le prime dozzine di comunità dell'Indiana ad adottare questo sport, non è stato il primo luogo in cui si è giocato a basket nello stato. Tuttavia Crawfordsville ha avuto una vivace cultura di tale sport fin dall'inizio con squadre della YMCA locale, del Wabash College, della Crawfordsville High School e di un college di economia, in competizione l'una contro l'altra. Crawfordsville è stato anche il sito per una delle prime partite di basket intercollegiali, tra il Wabash College e la Purdue University, nel 1894 presso l'YMCA della città.
Nel 1882 aprì una delle prime prigioni del paese, la Montgomery County Jail, in attività dal 1882 al 1972. La prigione e la residenza dello sceriffo, annessa ad essa, sono ora un museo e sono elencate nel registro nazionale dei luoghi storici.

### XX secolo
L'inizio del XX secolo segnò un passo importante per Crawfordsville, con la costruzione del Culver Union Hospital e di una biblioteca Carnegie nel 1902. Il Culver ha operato come struttura senza scopo di lucro, di proprietà comunale per 80 anni, ma è stata poi venduta a profit all'American Medical International e nel 1984 è stata trasferita dalla sua posizione originale vicino alla downtown, in un nuovo campus a nord della città. La proprietà dell'ospedale è stata trasferita alla Sisters of St. Francis Health Services, Inc. nel 2000 e ribattezzata St. Clare Medical Center. Nel 2011 è stato nuovamente ribattezzato Franciscan St. Elizabeth Health - Crawfordsville. Nel 1911 fu fondata la Crawfordsville High School, che vinse prontamente il primo titolo statale di basket di una scuola superiore. Il principale luogo di lavoro di Crawfordsville per gran parte del secolo, lo stampatore commerciale RR Donnelley, iniziò ad operare nel 1922.
La storia recente ha avuto pochi eventi degni di nota a livello nazionale per la città, se non molti cambiamenti interni. Nucor Steel, Alcoa CSI, Raybestos Products Company, Pace Dairy Foods e Random House hanno tutte edificato fabbriche a Crawfordsville o nelle vicinanze, che hanno dato lavoro a gran parte della popolazione. Manpower ha assunto il ruolo di principale datore di lavoro in città e ha permesso alla maggior parte delle aziende locali di ridurre i dipendenti. Nel 2008 Raybestos, azienda che produce freni per automobili, ha licenziato la maggior parte della sua forza lavoro con meno di 100 dipendenti rimasti.

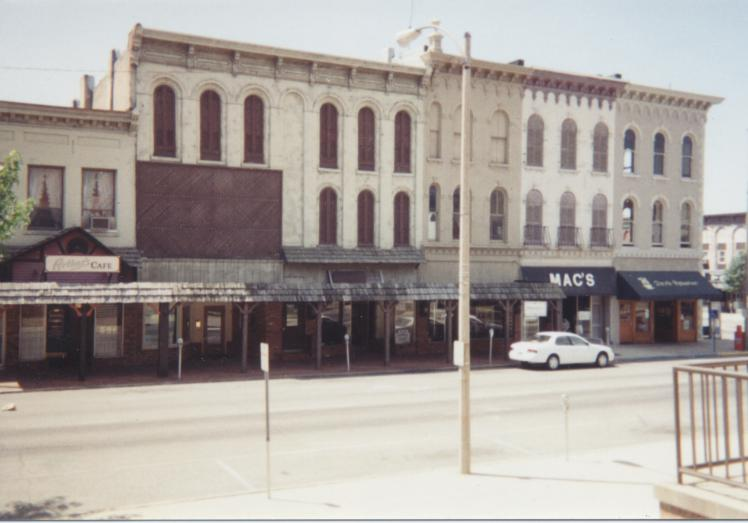
Washington Street, la strada principale, nel 1997

Il Wabash College vinse il titolo di basket della Division III NCAA nel 1982. Il college gioca una partita di calcio annuale contro la DePauw University per il Monon Bell, una delle più antiche rivalità di tutti gli sport universitari. Nel 1998 lo Stato ha avviato un progetto per ampliare la US Route 231, nel tentativo di facilitare il flusso di spostamenti interni.

### XXI secolo
Nel 2005 la Biblioteca pubblica del distretto di Crawfordsville si è trasferita in un nuovo edificio dall'altra parte della strada rispetto alla biblioteca Carnegie. La biblioteca ha mantenuto la proprietà del vecchio edificio e lo ha riaperto come Carnegie Museum of Montgomery County nel 2007.
L'8 maggio 2007 circa un quarto di isolato di edifici storici, nel blocco 100 di South Washington Street, è stato bruciato in un grave incendio. Una persona, Leslie Eric Largent, è morta nell'incendio. L'incendio è stato coperto dalla stampa in tutto lo stato. Due edifici, costruiti intorno al 1882, furono completamente distrutti: uno ospitava il Silver Dollar Bar (ex Silver Dollar Tavern di Tommy Kummings), l'altro il New York Shoe Repair and Bargain Center all'angolo tra Pike e Washington Street. Sopra il negozio di scarpe c'erano diversi appartamenti dove dormivano i residenti. Il 22 maggio fu stabilito che l'incendio era stato un atto doloso.
Nel 2015 Crawfordsville ha vinto una sovvenzione "Stellar Community" dall'Indiana Office of Community & Rural Affairs.
Il 17 maggio 2018 una nuova torre dell'orologio costruita da Campbellsville Industries, con sede in Kentucky, è stata installata sulla base della torre dell'orologio originale del tribunale. La torre dell'orologio originale era stata demolita nel 1941 a causa di problemi strutturali. La torre dell'orologio è stata resa possibile dal Montgomery County Courthouse Clock Tower Committee e dai suoi sforzi di raccolta fondi che durano da più di vent'anni. La torre dell'orologio è stata inaugurata il 17 giugno.

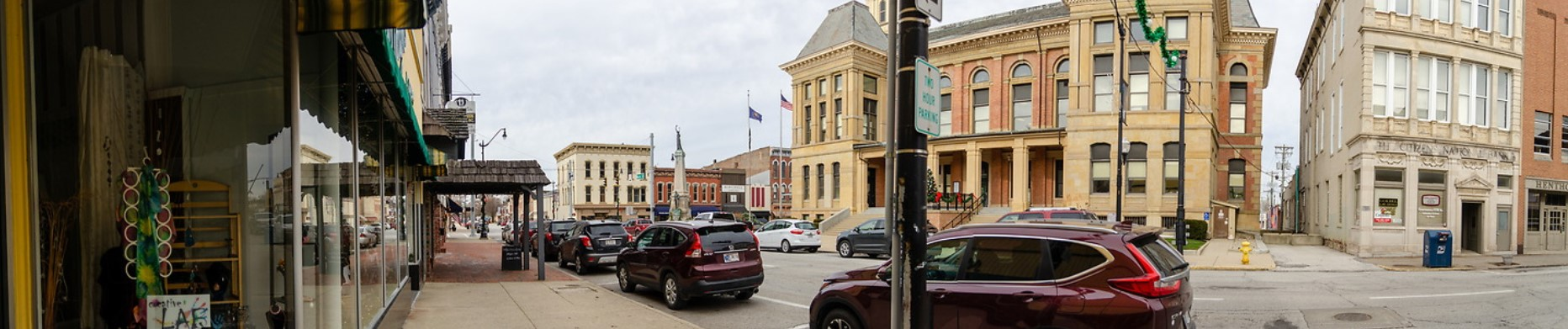
Panoramica di downtown Crawfordsville nel 2021.